# Dooms (Virginia)
Dooms es un lugar designado por el censo situado en el condado de Augusta, Virginia  (Estados Unidos). Según el censo de 2010 tenía una población de 1.327 habitantes.

## Demografía
Según el censo del 2000, Dooms tenía 1.282 habitantes, 522 viviendas, y 386 familias. La densidad de población era de 124,7 habitantes por km².
De las 522 viviendas en un 26,6%  vivían niños de menos de 18 años, en un 59,8%  vivían parejas casadas, en un 9,4% mujeres solteras, y en un 25,9% no eran unidades familiares. En el 21,1% de las viviendas  vivían personas solas el 10,2% de las cuales correspondía a personas de 65 años o más que vivían solas. El número medio de personas viviendo en cada vivienda era de 2,4 y el número medio de personas que vivían en cada familia era de 2,77.
Por edades la población se repartía de la siguiente manera: un 21,4% tenía menos de 18 años, un 4,8% entre 18 y 24, un 29,6% entre 25 y 44, un 28,6% de 45 a 60 y un 15,6% 65 años o más.
La Edad Media era de 42 años.  Por cada 100 mujeres de 18 o más años  había 92 hombres.
La renta media por vivienda era de 31.940$ y la renta media por familia de 37.800$. Los hombres tenían una renta media de 29.347$ mientras que las mujeres 24.083$. La renta per cápita de la población era de 24.600$. En torno al 9% de las familias y el 10% de la población estaban por debajo del umbral de pobreza.

## Localidades adyacentes
El siguiente diagrama muestra a las localidades más próximas a Dooms.